# Кіммо Кіннунен
Кіммо Паавалі Кіннунен (фін. Kimmo Paavali Kinnunen; нар. 31 березня 1968) — фінський легкоатлет, який спеціалізувався на метанні списа.
Батько — Йорма Кіннунен (1941—2019) — срібний олімпійський призер з метання списа (1968).

## Спортивні досягнення
Фіналіст трьох олімпійських змагань з метання списа — 4-е місце у 1992, 7-е місце у 1996 та 10-е місце у 1988.
Чемпіон світу з метання списа (1991). Срібний призер чемпіонату світу з метання списа (1993).
Фіналіст (5-е місце) чемпіонату світу серед юніорів з метання списа (1986).
Фіналіст (8-е місце) чемпіонату Європи з метання списа (1990).
Фіналіст чемпіонатів Європи серед юніорів з метання списа — 5-е місце у 1987 та 9-е місце у 1985.
Чемпіоном Фінляндії з метання списа не ставав, проте двічі був срібним (1990, 1992) та ще чотири рази бронзовим (1991, 1993, 1994, 1999) призером національних чемпіонатів у цій дисципліні. 